# Udaya argyrurus
Udaya argyrurus är en tvåvingeart som först beskrevs av Edwards 1934.  Udaya argyrurus ingår i släktet Udaya och familjen stickmyggor. Inga underarter finns listade i Catalogue of Life.